# Amy Nixon
Pour les articles homonymes, voir Nixon.
Amy Nixon est une curleuse canadienne née en 1977.

## Jeux olympiques
- Jeux olympiques d'hiver de 2006 à Turin  Italie:
  -  Médaille de bronze en Curling.